# X
|  | Aquest article tracta sobre la lletra. Vegeu-ne altres significats a «X (desambiguació)». |

X (majúscula), x (minúscula), és la vint-i-quatrena lletra de l'alfabet llatí. El seu nom en català és ics o xeix, sovint s'usa un nom o un altre depenent de la seva sonoritat o funció.

## Història
La lletra X formava part de l'alfabet llatí clàssic, derivada de lletres similars de l'alfabet etrusc i de l'alfabet grec (khi). El seu so en llatí era /ks/. Els romans usaven X per a representar el nombre 10.

## Fonètica
En català la lletra x pot adquirir sons molt diversos. Entre vocals pot tenir so /gz/ (solament en les paraules començades pel prefix ex- àton) o /ks/. Abans de consonant pot prendre el valor /s/. A començaments de mot o després de consonant pren el valor palatal fricatiu (o africat en els parlars occidentals i alguns d'orientals).
Per a prendre el so palatal africat es pot combinar amb la t per a formar el dígraf tx.
Per a prendre el so palatal fricatiu entre vocals i a final de mot pot formar el dígraf ix amb la i, que es pronuncia en molts parlars.

## Lletres i símbols similars
- Χ χ : lletra grega khi
- א : lletra hebrea àlef
- Х х : lletra ciríl·lica kha
- ᚷ : lletra gyfu, de l'alfabet rúnic futhorc usat pels anglosaxons a l'alta edat mitjana.
- 乂: un caràcter xinès
- メ: un katakana japonès
- × : signe de multiplicar (U+00D7 &times;), usat en matemàtiques elementals per a representar el producte de dos nombres; en matemàtiques hi ha altres símbols similars, derivats del signe de multiplicar.

x: indica sovint amb moltes equacions amb una sola incògnita.
- El cromosoma X és un dels dos cromosomes sexuals.